# 310
Évszázadok: 3. század – 4. század – 5. század
Évtizedek: 260-as évek – 270-es évek – 280-as évek – 290-es évek – 300-as évek – 310-es évek – 320-as évek – 330-as évek – 340-es évek – 350-es évek – 360-as évek
Évek: 305 – 306 – 307 – 308 –  309 – 310 – 311 – 312 – 313 – 314 – 315

## Események

### Római Birodalom
- Keleten Tatius Andronicust és Pompeius Probust, Rómában Maxentiust (társ nélkül) választják consulnak.
- Maximinus Daia caesart (trónörököst) perzsa hadjáratán csapatai augustusszá (császárrá) kiáltják ki. Galerius rangidős császár elfogadja az ő és Constantinus augustusi címét, így már négy hivatalos augustus van a birodalomban (a negyedik, Licinius a rangsorban a másodikról a negyedik helyre csúszik vissza, mivel Maximinus és Constantinus előbb került be a tetrarchiába, mint ő); valamint a többiek által el nem ismert, Itáliát ellenőrző Maxentius.
- Constantinus a frankok ellen indít hadjáratot, szövetségesét, a volt császár Maximianust pedig délre küldi, hogy védje határait Maxentius esetleges támadásával szemben. Maximianus fellázad és ő is augustusszá kiáltja ki magát, de a katonák többsége hű marad Constantinushoz. Constantinus beszorítja Massiliába, majd foglyul ejti őt. Maximianus a fogságban felakasztja magát.
- Maxentius (Maximianus fia) apja meggyilkolásával vádolja Constantinust, szövetséget köt Maximinus Daiával és felkészül, hogy megszállja Raetiát. Eközben Licinius elveszi tőle Istriát.

### Kína
- Meghal a Csin-dinasztiától függetlenedő, az észak-kínai Han Csao államot megalapító, hsziungnu nemzetiségű Liu Jüan. Utóda legidősebb fia, Liu Ho, akit azonban öccse, Liu Cung meggyilkoltat és elfoglalja a helyét. Az új vezető támadásokat intéz a Csin-dinasztia területei ellen, ezért a kormányzatot kézben tartó Sze-ma Jüe régens katonáival és hivatalnokaival kivonul a fővárosból, Luojangból. A védelem nélkül maradt város Huaj császáré marad, akinek gyakorlatilag semmilyen tényleges hatalma nincsen.

### Japán
- A hagyomány szerint negyven év uralkodás után meghal Ódzsin császár. A trónt három évvel később negyedik fia, Nintoku foglalja el.

### Korea
- Meghal Kirim, Silla királya. Utóda a Szok-dinasztia másik ágából származó Hulhe.

## Születések
- Ausonius, római költő
- Szent Epiphaniosz, egyházatya

## Halálozások
- Maximianus, római császár
- Liu Jüan, Han Csao állam császára
- Liu Ho, Han Csao állam császára
- Ódzsin, japán császár
- Kirim, sillai király

## Fordítás
- Ez a szócikk részben vagy egészben  a(z)   310 című angol Wikipédia-szócikk ezen változatának fordításán alapul.  Az eredeti cikk szerkesztőit annak laptörténete sorolja fel. Ez a jelzés csupán a megfogalmazás eredetét és a szerzői jogokat jelzi, nem szolgál a cikkben szereplő információk forrásmegjelöléseként.